# 普法夫島
普法夫島（英語：Pfaff Island），是南極洲的島嶼，位於葛拉漢地西岸的盧貝海岸，處於格雷尼歇島以南，屬於貝內特群島的一部分，根據美國探險隊拍攝的空中照片被繪入地圖，現時由南極條約體系管理。